# Френк Зуммо
Френк Зуммо (англ. Frank Zummo, * 2 липня 1978) — американський музикант, найбільш відомий як ударник у таких гуртах як Sum 41 та Street Drum Corps.

## Кар'єра
Френк приєднався до гурту Sum 41 в 2015 році, після того як один із засновників гурту, ударник Стіва Джокса. Також Френк раніше був ударником в таких гуртах як Thenewno2, TheStart, Julien-K, Dead By Sunrise, Krewella, S.D.C. В 2009 році виступав на декількох концертах як ударник у гурті Mötley Crüe.

## Дискографія

### Street Drum Corps
- Street Drum Corps (2006)
- We Are Machines (2008)
- Big Noise (2010)
- Children of the Drum (2012)

### Sum 41
- 13 Voices (2016)